# Exposant critique
Lors d'une transition de phase de deuxième ordre, au voisinage du point critique, les systèmes physiques ont des comportements universels en lois de puissances caractérisées par des exposants critiques.

## Paramètre d'ordre et point critique

### Premier exemple
Au point critique, un fluide est caractérisé par une température critique {\displaystyle T_{c}} et une densité critique {\displaystyle \rho _{c}}. Pour une température {\displaystyle T} légèrement supérieure à {\displaystyle T_{c}} (à nombre de particules et volume constants), le système est homogène avec une densité {\displaystyle \rho =\rho _{c}}. Pour une température légèrement inférieure à {\displaystyle T_{c}}, il y a une séparation de phase entre une phase liquide (de densité {\displaystyle \rho _{\text{liq}}>\rho _{c}}) et une phase gazeuse (de densité {\displaystyle \rho _{\text{gaz}}<\rho _{c}}). On observe que
{\displaystyle \rho _{\text{liq ou gaz}}-\rho _{c}\sim {\begin{cases}(T_{c}-T)^{\beta }&{\text{ pour }}T<T_{c}\\0&{\text{ pour }}T>T_{c}\end{cases}}}
où {\displaystyle \beta \approx 0{,}33} est l'un des exposants critiques associés à ce problème.
Ici, la notation {\displaystyle \sim } est un log-équivalent, ce qui signifie que {\displaystyle \log |\rho _{\text{liq ou gaz}}-\rho _{c}|} est l'équivalent mathématique de {\displaystyle \log[(T_{c}-T)^{\beta }]} quand {\displaystyle T} tend vers {\displaystyle T_{c}} par le bas. Cela signifie qu'il y a un préfacteur dans la formule ci-dessus (positif pour le liquide, négatif pour le gaz) et peut-être même des corrections logarithmiques. On ne s'intéresse cependant qu'à l'exposant critique {\displaystyle \beta } et non au préfacteur pour une raison très simple : l'exposant est universel et ne dépend pas du corps pur choisi pour réaliser l'expérience (alors que le préfacteur ou la température critique {\displaystyle T_{c}} en dépendent).

### Deuxième exemple
Un matériau ferromagnétique est un corps qui conserve une aimantation spontanée en l'absence de champ magnétique extérieur. On observe cependant que si on le chauffe, ce corps perd son aimantation assez brutalement à une certaine température {\displaystyle T_{c}} dite température critique ou température de Curie. Si on mesure la magnétisation {\displaystyle m} d'une petite région du système, on observe que
{\displaystyle \ m\sim {\begin{cases}(T_{c}-T)^{\beta }&{\text{ pour }}T<T_{c}\\0&{\text{ pour }}T>T_{c}\end{cases}}}
où {\displaystyle \beta } est encore l'un des exposants critiques associés à ce problème. La valeur de {\displaystyle \beta } pour le ferromagnétisme est très proche, et sans doute identique (voir plus bas), à celle de la transition liquide/gaz.
1. ↑  Un ferromagnétique en dessous de la température critique est composé de régions appelées domaines de Weiss dans lesquelles la magnétisation est uniforme. On mesure la magnétisation d'une de ces régions.

### Formulation générale
On considère une transition de phase de second ordre (sans chaleur latente) à une température critique {\displaystyle T_{c}}. La transition est caractérisée par un paramètre d'ordre, noté {\displaystyle m}, qui est uniforme et nul pour {\displaystyle T>T_{c}}, mais non nul et non uniforme (à l'échelle du système) pour {\displaystyle T<T_{c}}: quand on est en dessous de {\displaystyle T_{c}}, le système se sépare en plusieurs régions ou phases telles que le paramètre d'ordre prend des valeurs différentes entre deux régions, mais reste uniforme à l'intérieur d'une région donnée. 
Pour la transition liquide/vapeur, le paramètre d'ordre est {\displaystyle \rho -\rho _{c}} et le système se décompose en deux phases en dessous de la température critique (liquide et gaz). Pour le ferromagnétisme, le paramètre d'ordre est la magnétisation et le système se découpe en de nombreuses régions de magnétisation uniforme qui sont les domaines de Weiss. Pour la transition superfluide de l'hélium-4 ou la transition supraconductrice, le paramètre d'ordre est la fonction d'onde du condensat.
Le paramètre d'ordre peut être un réel (liquide/gaz), un vecteur (ferromagnétisme), un nombre complexe (superfluidité et supraconductivité).
Au paramètre d'ordre est associé un champ conjugué (au sens thermodynamique), noté de manière générique {\displaystyle h} qui est la quantité qu'un expérimentateur manipulerait pour fixer la valeur du paramètre d'ordre. Pour le ferromagnétisme, le champ conjugué est le champ magnétique {\displaystyle B}. Pour la transition liquide/gaz, c'est {\displaystyle P-P_{c}}, où {\displaystyle P} est la pression et {\displaystyle P_{c}} la pression au point critique (on s'arrange toujours pour que le champ conjugué s'annule au point critique).
Une quantité très importante dans ces phénomènes est la longueur de corrélation {\displaystyle \xi }, qui décrit la taille d'une fluctuation du paramètre d'ordre ou, de manière équivalente, la distance qu'il faut parcourir pour que le paramètre d'ordre puisse changer de manière significative. Mathématiquement, on définit une fonction de corrélation {\displaystyle G(r)=\langle m(0)m(r)\rangle -\langle m\rangle ^{2}} (où {\displaystyle m(r)} est la valeur de {\displaystyle m} à la position {\displaystyle r}, et où {\displaystyle \langle \quad \rangle } signifie une moyenne sur toutes les réalisations du systèmes). On observe que {\displaystyle G(r)} décroît exponentiellement avec la distance, et le taux de décroissance est donné par la longueur de corrélation:
{\displaystyle G(r)\sim \exp(-|r|/\xi )~}
La longueur de corrélation diverge au point critique.
Pour simplifier les notations, on définit une température réduite {\displaystyle \epsilon } par
{\displaystyle \epsilon ={\frac {T-T_{c}}{T_{c}}}.}
On est donc dans la région haute température (paramètre d'ordre uniforme et nul) pour {\displaystyle \epsilon >0} et dans la région basse température (paramètre d'ordre non nul et non uniforme) pour {\displaystyle \epsilon <0}. La théorie des phénomènes critiques fournit des prédictions pour {\displaystyle \epsilon \ll 1}.
On définit enfin des exposants critiques, tel {\displaystyle \beta } par des relations du genre
{\displaystyle m\sim (-\epsilon )^{\beta }\quad {\text{pour }}\epsilon <0}

## Liste des exposants critiques
Tous les exposants sont définis de manière à être positifs ou nuls.
L'exposant {\displaystyle \alpha }
La chaleur spécifique {\displaystyle C=\partial E/\partial T} diverge au point critique en
{\displaystyle C\sim |\epsilon |^{-\alpha }~} (en gardant {\displaystyle h=0})

Remarquez que la divergence est présente des deux côtés de la transition.
L'exposant {\displaystyle \beta }
Il décrit la manière avec laquelle le paramètre d'ordre dans une petite région tend vers 0 quand la température augmente vers la température critique:
{\displaystyle m\sim (-\epsilon )^{\beta }~} (en gardant {\displaystyle h=0}, et seulement pour {\displaystyle \epsilon <0})
Rappelons que {\displaystyle m=0} pour {\displaystyle \epsilon >0}.
L'exposant {\displaystyle \gamma }
Il décrit comment la susceptibilité généralisée en champ nul {\displaystyle \chi =\partial m/\partial h} diverge au point critique
{\displaystyle \chi \sim |\epsilon |^{-\gamma }~} (pris en {\displaystyle h=0})
Là encore la divergence est présente que l'on tende de la gauche ou de la droite vers {\displaystyle \epsilon =0}. Pour le ferromagnétisme, la susceptibilité généralisée est la vraie susceptibilité, et pour la transition liquide/gaz, il s'agit de {\displaystyle \partial \rho /\partial P} qui est, à un facteur près, la compressibilité isotherme.
L'exposant {\displaystyle \delta }
Il décrit comment varie le paramètre d'ordre à champ faible quand le système est à la température critique
{\displaystyle m\sim |h|^{1/\delta }~} (en gardant {\displaystyle \epsilon =0})
L'exposant {\displaystyle \nu }
Il décrit comment la longueur de corrélation diverge quand on s'approche du point critique
{\displaystyle \xi \sim |\epsilon |^{-\nu }~} (en gardant {\displaystyle h=0})
L'exposant {\displaystyle \eta }
Juste au point critique, on a {\displaystyle \xi =\infty } et la fonction de corrélation perd sa décroissance exponentielle pour avoir asymptotiquement une décroissance en loi de puissance. L'exposant {\displaystyle \eta } caractérise cette loi de puissance
{\displaystyle G(r)\sim |r|^{2-d-\eta }~} (au point critique, c'est-à-dire {\displaystyle \epsilon =0} et {\displaystyle h=0})
Ici (et dans la suite), {\displaystyle d} est la dimension du système, c'est-à-dire 3 pour le monde physique.
Notez qu'il n'y a aucune raison a priori de supposer comme on l'a fait que le comportement critique d'une quantité soit le même à gauche ou à droite de {\displaystyle T_{c}}; on a utilisé implicitement les résultats de la théorie d'échelle présentée dans la section suivante. Si on décide de ne pas faire cette hypothèse et que l'on veut distinguer l'exposant basse température de l'exposant haute température, on ajoute habituellement un prime aux noms des exposants pour le comportement basse température; par exemple on peut écrire
{\displaystyle C\sim \epsilon ^{-\alpha }\quad {\text{pour }}\epsilon >0,\qquad C\sim (-\epsilon )^{-\alpha '}\quad {\text{pour }}\epsilon <0.}

## Relations d'échelle
La théorie d'échelle est une hypothèse supplémentaire très séduisante et bien validée par l'expérience qui consiste à supposer que la seule quantité importante est la longueur de corrélation. La longueur de corrélation {\displaystyle \xi } dépend bien sûr de
{\displaystyle \epsilon } et de {\displaystyle h} et, a priori, toutes les fonctions
thermodynamiques devraient dépendre de manière compliquée de ces deux variables. L'hypothèse
derrière les relations d'échelle est de supposer que la partie «intéressante» des fonctions
thermodynamiques (la partie qui décrit les singularités associées à la transition) ne dépend
que de {\displaystyle \xi } et pas directement de {\displaystyle \epsilon } ou {\displaystyle h}:
{\displaystyle F(V,\epsilon ,h)=F_{0}(V,\epsilon ,h)+V\times \phi {\big (}\xi (\epsilon ,h){\big )}}
Ici, {\displaystyle F} est une fonction thermodynamique (typiquement l'énergie libre ou l'enthalpie libre, selon les cas), {\displaystyle F_{0}} est la partie régulière, «inintéressante» de cette fonction et {\displaystyle V\times \phi } est la partie qui «contient» la transition de
phase. On a sorti le volume {\displaystyle V} en facteur parce que la fonction doit être
extensive. Comme {\displaystyle \xi } est une longueur, la seule formule possible est
{\displaystyle F-F_{0}=a{\frac {V}{\xi (\epsilon ,h)^{3}}}}
De manière générale, en dimension {\displaystyle d}
{\displaystyle F-F_{0}\sim \xi (\epsilon ,h)^{-d}~}
De cette dernière relation, on déduit les relations d'échelle. Par exemple, utilisant la relation thermodynamique
{\displaystyle C=-T{\frac {\partial ^{2}F}{\partial T^{2}}}}
on obtient près du point critique, en oubliant les préfacteurs et les termes réguliers
{\displaystyle C\sim {\frac {\partial ^{2}\xi ^{-d}}{\partial \epsilon ^{2}}}}
mais pour {\displaystyle h=0}, on a {\displaystyle \xi \sim |\epsilon |^{-\nu }~}, d'où
{\displaystyle C\sim |\epsilon |^{d\nu -2}~}
et donc, par comparaison,
{\displaystyle \alpha =2-d\nu }
Par des raisonnements similaires, on obtient une série d'égalités appelées relations d'échelle
{\displaystyle 2-\alpha =d\nu =\gamma +2\beta =\beta (\delta +1)={\frac {d\gamma }{2-\eta }}}
Il y a là quatre égalités pour six inconnues ({\displaystyle d} est supposé donné). On voit donc qu'il suffit (en général) de connaître deux exposants critiques pour tous les déterminer.

## Valeurs des exposants critiques et universalité
Expérimentalement, les exposants critiques ont des valeurs très similaires. Tous les ferromagnétiques semblent avoir des valeurs de {\displaystyle \beta } et {\displaystyle \gamma } qui vérifient
{\displaystyle 0,31\leq \beta \leq 0{,}38\quad 1{,}25\leq \gamma \leq 1{,}38}
Les exposants de la transition liquide/gaz ou de la transition superfluide de l'hélium-4 ont des valeurs très proches de celles des ferromagnétiques. On dit que ces exposants sont universels.
La théorie de la renormalisation, développée dans les années 1970 par (entre autres) Kenneth G. Wilson et Leo P. Kadanoff a permis de mieux comprendre l'universalité des exposants critiques et les relations d'échelle. On pense maintenant que les exposants critiques ne dépendent que a) la dimension {\displaystyle d} du système, b) le caractère courte portée/longue portée des interactions (on ne s'intéresse en fait qu'aux interactions courte portée), c) le nombre de composants {\displaystyle n} des constituants élémentaires du système (pour un spin quantique, tout se passe comme s'il était orienté selon le champ magnétique et {\displaystyle n=1}. Un moment magnétique classique est un vecteur de l'espace et {\displaystyle n=3}. Pour un ferromagnétique réel, la valeur de {\displaystyle n} dépend des symétries du crystal). Il se trouve que les exposants critiques ne dépendent que faiblement de {\displaystyle n}, ce qui explique la grande homogénéité des valeurs mesurées expérimentalement. Les exposants critiques ne dépendent pas du réseau sous-jacent, du caractère discret ou continu des exposants élémentaires, de la forme précise des interactions (tant qu'elles sont de courte portée).
En dimension {\displaystyle d=1}, il n'y a pas de transition de phase.
En dimension {\displaystyle d=2}, les exposants critiques sont exactement connus dans le cas {\displaystyle n=1} grâce à la solution du modèle d'Ising en deux dimensions apportée par Lars Onsager en 1944.
En dimension {\displaystyle d=3}, on a des mesures expérimentales, des mesures numériques, et des résultats théoriques dues à la renormalisation qui donnent des approximations des exposants. Beaucoup de calculs théoriques sont faits là encore sur le modèle d'Ising.
En dimension {\displaystyle d\geq 4}, la théorie de Landau (appelée également théorie classique ou théorie de champ moyen) prédit des valeurs pour les exposants critiques. (Historiquement, ce fut une surprise que la théorie de Landau ne s'applique pas aux systèmes réels en {\displaystyle d=3}.)
Voici les valeurs tirées du livre de Kadanoff:
|                           | {\displaystyle \alpha }        | {\displaystyle \beta }         | {\displaystyle \gamma }       | {\displaystyle \delta }      | {\displaystyle \nu }           | {\displaystyle \eta }          |
| ------------------------- | ------------------------------ | ------------------------------ | ----------------------------- | ---------------------------- | ------------------------------ | ------------------------------ |
| Ising {\displaystyle d=2} | 0                              | 1/8                            | 7/4                           | 15                           | 1                              | 1/4                            |
| Ising {\displaystyle d=3} | {\displaystyle \approx } 0,104 | {\displaystyle \approx } 0,325 | {\displaystyle \approx } 1,23 | {\displaystyle \approx } 5,2 | {\displaystyle \approx } 0,632 | {\displaystyle \approx } 0,039 |
| Théorie de Landau         | 0                              | 1/2                            | 1                             | 3                            | 1/2                            | 0                              |